# Big Band and Quartet in Concert
Big Band and Quartet in Concert è un album dal vivo del pianista e compositore statunitense Thelonious Monk, pubblicato nel 1964.

## Tracce
Tutte le tracce sono state composte da Thelonious Monk, eccetto dove indicato.

1. I Mean You – 12:42
2. Evidence – 12:38
3. (When It's) Darkness On The Delta (Al Neiburg, Jerry Livingston, Marty Symes) – 5:03
4. Oska T. – 9:20
5. Played Twice – 6:24
6. Four In One – 11:03
7. Epistrophy – 2:00

## Formazione
- Thelonious Monk – piano
- Charlie Rouse – sassofono tenore
- Butch Warren – basso
- Frankie Dunlop – batteria
- Nick Travis – tromba
- Thad Jones – cornetta
- Eddie Bert – trombone
- Steve Lacy – sassofono soprano
- Phil Woods – sassofono alto, clarinetto
- Gene Allen – sassofono baritono, clarinetto
- Hall Overton – arrangiamento orchestrale